# GW170817

الكشف عن موجة GW170817 الثقالية.

GW170817 عبارة عن رمز إشارة موجة ثقالية لوحظت من كواشف مرصد ليغو ومقياس التداخل فيرجو في السابع عشر من شهر أغسطس سنة 2017. حدثت تلك الموجة في اللحظات الأخيرة من اقتراب نجمين نيوترونين وتدهورهما بشكل مداري من بعضهما قبل أن يندمجا ببعض؛ وهي الأولى من نوعها التي تؤكد بأساليب غير ثقالية؛
على العكس من الموجات الثقالية الخمس السابقة التي كانت نتيجة لاندماج ثقوب سوداء والتي كان من غير المتوقع أن تعطي موجة كهرومغناطيسية قابلة للكشف، فإن الآثار اللاحقة لموجة GW170817 الثقالية لوحظت من قبل حوالي 70 مرصد على سبع قارات وفي الفضاء الخارجي، وجرى الكشف عنها عبر الطيف الكهرومغناطيسي تاركةً بذلك أثر واضح غلم الفلك متعدد الوسائل.
أنقر الفيديو: رسم متحرك لتوضيح التحام نجم نيوتروني بآخر منتجين موجة ثقالية. 
00:23 video
منح اكتشاف موجة GW170817 الثقالية والاكتشافات اللاحقة جائزة السبق العلمي لسنة 2017 والتي تمنحها دورية ساينس العلمية.

## طالع ايضاً
- موجة ثقالية